# الصياغة الصرفية لاسم المفعول
اسم المفعول هو أهمّ صفة صرفيّة بعد اسم الفاعل، وهو وصف مشتق من الفعل المبني للمجهول، ليدل على من وقع عليه الفعل على وجه التجدّد والحدوث، لا الثّبوت أو الدّوام. فاسم المفعول يدل على حدث، وإذا كان بمعزل عن السّياق يدلّ على حدث طارئ لا يدوم، وعلى من يتصف به على سبيل المفعوليّة، لا الفاعليّة، وقد يكتسب في التّركيب دلالة أخرى هي الزّمان سواء كان في الحال أو الاستقبال
و يقصد به لدى الصّرفيّين بأنّه الوصف المشتق من الفعل الثلاثي المبني للمجهول للدّلالة على من وقع عليه الفعل، ومن ذلك يفهم أن اسم المفعول هو ما تحقّقت له الصّفات التالية:
-أن يكون وصفا، وهو بذلك يشترك مع كل الأسماء المشتقة الدالّة على الوصف.
-أن يكون مأخوذا من الفعل المبني للمجهول، وبذلك يتميز عن اسم الفاعل.
-أن يكون دالا على من وقع عليه الفعل، وبذلك يتميز عن أسماء الأوصاف.

## صياغته الصرفية

### 1-صوغه من الثلاثي
يصاغ اسم المفعول من الفعل الثلاثي على وزن مفعول، نحو: مَضْرُوب، مَقْتُول.
ومعنى ذلك أن صيغته من جميع الثّلاثي على وزن مّفْعُول.
ولا يصاغ اسم المفعول إلّا من الفعل المتعّدي، إذا أريد صياغته من فعل لازم، فيجب أن يكون معه ظرف أو مصدر، جار ومجرور مثل: السرير مُنًومٌ فوقه، الأرض مُتَسَابَق عليها.

#### أ‌-الصّحيح السّالم
نحو قوله تعالى: «إِلَّا أَن يَكُونَ مَيتَةً أَو دَما مَّسفُوحًا» سورة الأنعام -145-
اسم المفعول: مَسْفُوح، من الفعل: سَفَحَ، متعدّي.
سَفَحَ الدّم: صبّه وأراقه، والدّم المسفوح: أي المَصْبُوب.

#### ب‌-الصّحيح المضعّف
نحو قوله تعالى:«وَٱذكُرُواْ ٱللَّهَ فِي أَيَّام مَّعدُودَٰات» سورة البقرة -203-
اسم المفعول: مَعْدُودَات، من الفعل عدَّ، ويُسْتَعْمَل في اللّغة للشيء القليل.

#### ج- الصّحيح المهموز
نحو قوله تعالى: «فَجَعَلَهُم كَعَصف مأكُولِ» سورة الفيل -5-
اسم المفعول: مَأكْوُل من الفعل: أَكَلَ، وهو مهموز الفاء.
وقوله تعالى أيضا: «إِنَّ ٱلسَّمعَ وَ ٱلبَصَرَ وَ ٱلفُؤَادَ كُلُّ أُوْلَٰئِكَ كَانَ عَنهُ مَسْؤولا» سورة الإسراء -36-
اسم المفعول: مَسْؤولا من الفعل: سَأَلَ، وهو مهموز العين.
مهموز اللّام مثل: مَلَأ -  يَمْلَأ -  مَمْلُوء.

#### أ‌-صوغه من المثال
يصاغ من الفعل المثال، على وزن مَفْعُول مثل: وَقَذَ: مَوْقُوذٌ.
قال تعالى: حُرِّمَت عَلَيكُمُ ٱلمَيتَةُ وَ ٱلدَّمُ وَ لَحمُ ٱلخِنزِيرِ وَمَا أُهِلَّ لِغَيرِ ٱللَّهِ بِهِۦ وَ ٱلمُنخَنِقَةُ وَ ٱلمَوقُوذة" سورة المائدة -3-
اسم المفعول: مَوْقُوذ من الفعل: وَقَذَ.

#### ب‌-صوغه من الأجوف
يصاغ اسم المفعول من الفعل الأجوف بزنة مضارعه، مع إبدال حرف المضارعة ميما مفتوحة، نحو: قَالَ←   يَقُولُ← مَقُولٌ.
بَاعَ←   يَبيعُ←   مَبيعٌ
واسم المفعول من الفعل الأجوف واويّا كان أو يائيّا، يحدث فيه إعلال بالنّقل والتّسكين، ويعمل حَمْلا على فعله، فالفعل (قَالَ) أجوف واوي، وأصل مَقُول← مَقْوُول.
حدث فيها إعلال بنقل حركة حرف العلّة إلى السّاكن الصّحيح قبلها، فالتقى ساكنان هما الواو الأولى الأصليّة وواو المفعول الزّائدة، فحذفت واو مفعول، فصارت مَقُول.
والفعل (بَاَعَ) أجوف يائي واسم المفعول منه مَبِيع، وأصله مَبْيُوع، وهو كذلك حدث فيه إعلال بالنّقل حتى استثقلت الضّمة على العين، فنُقِلت إلى السّاكن الصّحيح الذي قبلها فالتقى ساكنان، فحذفت واو المفعول للتخلّص من التقاء الساكنين، وقلبت الضّمة كسرة لتصح ّالياء فنقول: مَبِيع.

#### ج-صوغه من النّاقص
إذا كان الفعل ناقصا أي معتل الآخر، فإن اسم المفعول يحدث فيه اعلالا.
-النّاقص الواوي: نحو: دَعَا  ←  يدْعُو ←مَدْعُوّ     (اسم المفعول)
غَزا ←  يَغْزو ← مَغْزُو   (اسم المفعول)
-النّاقص اليائي: نحو: قَضِيَ←  يَقْضِي ←  مَقْضِي عليه
نَهِيَ  ←    يَنْهِي  ←مَنْهي عنه
فاسم المفعول من الفعل (دَعَا) مثلا وهو ناقص واوي هو مَدْعُوو، أدغمت الواو التّي هي لام الفعل، بواو المفعول فصارت: مدْعُوّ.
أما اسم المفعول من النّاقص اليائي رَمِيَ فهو مَرْمِيّ وكان أصله: مَرْمَوي. اجتمعت الواو والياء، وكانت السّابقة ساكنة، فقلبت الواو ياء، وأدغمت الياء في الياء، ثم قلبت الضّمة كسرة لمناسبة الياء فصارت: مَرْمِي
ومن الناقص المعتل الآخر بالألف، نحو:
سَعَي   ←  يَسْعَى←   مَسْعي إليه
رَعَى   ←  يَرْعَى← مَرْعي

### 2-صوغه من غير الثّلاثي
يصاغ اسم المفعول من غير الثّلاثي على لفظ مضارعه المبني للمجهول مع قلب حرف المضارعة ميما مضمومة، وفتح ما قبل الآخر.
ونلاحظ أن بناء اسم المفعول من غير الثّلاثي كبناء اسم الفاعل، إلا أنّ ما قبل الحرف الأخير يكون مفتوحا في اسم المفعول، ومكسورا في اسم الفاعل.
وقد ذكر سيبويه ذلك في كتابه: " وليس بين الفاعل والمفعول في جميع الأفعال التي لحقتها الزّوائد إلاّ الكسرة التي قبل آخر حرف والفتحة، وليس اسم منها إلاّ والميم لاحقته أوّلا مضمومة."
ويكون فتح ما قبل آخر اسم المفعول مقدّرا، نحو:
اسْتَعَانَ← يَسْتعِين  ← مُسْتعَان، والأصل مُسْتعْوَن، ثم نقلت الفتحة من حرف العلّة إلى السّاكن الصحيح قبله، أي العين وقلبت الواو ألفا.
و: اسْتفَادَ←  يَسْتفِيدُ ← مُسْتفاد والأصل مُسْتفيد، ثم نقلت الفتحة من حرف العلة إلى الساكن الصحيح قبله، أي الياء وقلبت الياء ألفا.

#### أ-المزيد بحرف
مُفْعَل: بضمّ الميم وفتح العين، من الثلاثي المزيد في أوله همزة وذلك نحو:
أكْرَم  ← مُكْرَم
أغْلَقَ← مُغْلَق
وأحْصَن فهو مُحْصَن، ومنه قوله تعالى: «وَ ٱلمُحصَنَاٰتُ مِنَ ٱلنِّسَاءِ إِلَّا مَا مَلَكَت أَيمَٰنُكُم». سورة النساء -24-
اسم المفعول: المُحْصَنَات، جمع مُحْصَنة، من الفعل: أحْصَن، بفتح الصاد، لأن المراد بهن ذوات الأزواج، وذات الزوجة محصنة بالفتح، لأن زوجها أحصنها.
مُفَاعَل: بفتح العين، من الفعل فاعَلَ، وذلك نحو: قَاتَلَ←  مُقَاتَل
من قوله تعالى: «وَهَٰذَا كِتَٰبٌ أَنزَلنَاٰهُ مُبَارَك مُّصَدِّقُ ٱلَّذِي بَينَ يَدَيهِ.» سورة الأنعام -92-
اسم المفعول: مُبَارَك، من الفعل: بَارَكَ
المُبَارَك: الكثير النّفع والخير.
مُفَعّل: بتشديد العين، وذلك إذا كان الفعل على وزن فعّل، نحو:
وَضّحَ←  يُوَضّحُ ←مُوَضَّح.
ومنه قوله تعالى: «فَلَا تَمِيلُواْ كُلَّ ٱلمَيلِ فَتَذَرُوهَا كَٱلمُعَلَّقَةِ» سورة النساء -129-
اسم المفعول: مُعَلّقة، وهي التي ليست مطلّقة ولا ذات بعل.

#### ب-المزيد بحرفين
مُفْتَعَل: وذلك من افْتَعَل نحو: اعْتَمَدَ←  يَعْتَمِدُ← مُعْتَمَد عليه.
ومنه قوله تعالى:«وَنَبِّئهُم أَنَّ ٱلمَاءَ قِسمَةُ بَيَهُم كُلُّ شِرب مُّحتَضَر» سورة القمر -28-
مُفْعَلّ: نحو: اسْوَدّ على وزن افْعَلّ.
اسْوَدّ←   يُسْوَدّ← مُسْوَدّ.
مُنْفَعَلٌ: من انْفَعَل، نحو:
انْكَسَر  ←  يُنْكَسَر  ←   مُنْكَسَر.
مُتَفَاعَلٌ: نحو:
              تَقَاتَلَ←   يُتَقَاتَل  ←  مُتَقَاتَلٌ.

#### ج-مزيد بثلاثة أحرف
اوزان غير دقيقه الاستعمال
مُسْتَفْعَل: من الفعل اسْتَفْعَل  ←  مُسْتَفْعَل، وذلك نحو: اسْتَخْرَج← يُسْتَخْرَج ←   مُسْتَخْرَج
ومن ذلك قوله تعالى: وَ ٱذكُرُواْ إِذ أَنتُم قَلِيل مُّستَضعَفُونَ فِي ٱلأَرضِ" سورة الأنفال -26-
اسم المفعول: مُسْتَضْعَفُون من الفعل اسْتَضْعَفَ.
وأضعفه: صَيَّرَه ضعيفا، واسْتَضْعَفه: عَدَّه ضعيفا، الضعفاء العاجزون.
مُفْعَالّ: احْمَارّ← يُحْمَارّ← مُحْمَارّ
مُفْعَوْعَلٌ: اعْشَوْشَب ← يُعْشَوْشَب ← مُعْشَوْشَبُ.
مُفْعَوَّلٌ: اجْلَوَّد← يُجْلَوَّد← مُجْلَوَّدٌ.
هذه الأوزان السابقة فيما يتعلق باسم المفعول من الثلاثي المزيد.

#### 1-المثال
يصاغ اسم المفعول من الفعل المعتلّ المزيد المثال على وزن: مُفْتَعَل
اتَّحَد  ←مُتَّحَد والأصل: أوْتَحَد← اسم المفعول: مُوْتَحَدٌ.
وذلك عاااجلعاجلهلأنّ فاء الافتعال  إذا كانت واو أو ياء، أبدلت تاء، ثم أدغمت التّاء في التّاء وإنّما أبدلوا الفاء تاءا، حتى لا تتأثّر بحركات ما قبلها؛ وذلك لأنّ حرف التّاء حرف جلد لا يتغيّر لما قبله.

#### 2-الأجوف
يصاغ اسم المفعول من الأجوف المزيد على الأوزان التالية:
مُفْعَل: ويأتي من صيغة أَفْعُل، ويكون مثل مضارعه وذلك نحو: أَطَاعَ فهو مُطَاعٌ أصله مُؤَطْوَعٌ.
حذفت الهمزة، حملا على حذفها في المضارع، فصارت مثطْوَع، تحرّكت الواو في الأصل، وانفتح ما قبلها في اللّفظ، فقلبت ألفا.
مُفْتَعَل: اسم المفعول بهذا الوزن يأتي من صيغة افْتَعَل نحو: احْتَالَ← مُحْتَال.
واسم المفعول بهذا الاسم مساوِ لاسم الفاعل في اللّفظ، والألف في اختال منقلبة عن ياء لتحرّكها وانفتاح ما قبلها.
مُنْفَعَل: وذلك نحو: انْقَادَ← مُنْقَادٌ، والأصل مُتْقَيَد وهذا أيضا شبيه باسم الفاعل ولا يفرّق بينهما إلا عن طريق الاستعمال.
مُسْتَفْعَلٌ: من الفعل اسْتَفْعَل وذلك نحو: اسْتَعَان الذي أصله اسْتَعْوَن.
المُسْتَعَان أصله المُسْتَوْعن، نقلت حركة الواو إلى العين ثمّ قلبت الواو ألفا، لتحرّكها وانفتاح ما قبلها.

#### 3- أوزان النّاقص
1- مُفْعَل: مُلْقَى من الفعل أَلْقَى
2- مُفَعَّل: مُسَمّى. ومنه قوله تعالى: «يَٰا أيُّهَا ٱلَّذِينَ ءَامَنُواْ إِذَا تَدَايَنتُم بِدَينٍ إِلَىٰ أَجَل مُّسَمّى فَٱكتُبُوهُ».البقرة-282-
اسم المفعول مُسَمَّى من الفعل سُمِّيَ، وأصله مُسَمَّوْ تطرّفت الواو في الاسم على أكثر من ثلاثة أحرف فقلبت ياء، ثم تحرّكت الياء وانفتح ما قبلها فقلبت ألفا.
مُفَاعَل: وذلك نحو: نَادَى    ←    يُنَادِي فهو مُنَادَى
مُسْتَفْعَل: وذلك نحو: اسْتَدْعَى   ←    مُسْتَدْعَى.

#### 3-2-أوزان اسم المفعول من الرباعي المجرد
مُفَعْلَل: من فَعْلَلَ، الرّباعي المجرّد، وذلك نحو: دَحْرَجَ- يُدَحْرِج← مُدَحْرَج.
ومنه قوله تعالى: «زُيِّنَ لِلنَّاسِ حُبُّ ٱلشَّهَوَٰتِ مِنَ ٱلنِّسَاءِ وَ ٱلبَنِينَ وَ ٱلقَنَٰطِيرِ ٱلمُقَنطَرَةِ مِنَ ٱلذَّهَبِ وَ ٱلفِضَّةِ وَ ٱلخَيلِ ٱلمُسَوَّمَةِ.» سورة آل عمران -14-
اسم المفعول: المُقَنْطَرَة من الفعل الرّباعي المجرّد قَنْطَر، ومضارعه المبني للمجهول يُقَنْطَرُ.
و من الرّباعي المجرّد كذلك: ذَبْذَبَ← مُذَبْذَبٌ.
نحو قوله تعالى: «مُّذَبذَبِينَ بَينَ ذَٰلِكَ لَا إِلَىٰ هَٰؤُلَاءِ وَ لَا إِلَىٰ هَٰؤُلَاء».  سورة النساء -143-
اسم المفعول: مُذَبْذَبين جمع مُذَبْذب من الفعل ذَبْذَبَ.

#### 4-2-أوزان اسم المفعول من الملحق الرّباعي
مُتَفْعَل: تَرْجَمَ- يُتَرْجِم - مُتَرْجَم.
مُفَعْلَى: قَلْسَى- يُقَلْسَي - مُقَلْسَى
مُفَعْلَل: جَلْبَبَ- يُجَلْبَبُ - مُجَلْبَب
مُفَأْعَل: طَأْمَنَ- يُطَأْمَنُ - مُطَأْمَنُ
مُسَفْعَلٌ: سَنْبَسَ (بمعنى أسرع) - يُسَنْبَس - مُسَنْبَس
مُفَتْعَل: حَتْرَفَ (اتّخذ حرفة) - يُحَتْرَف - مُحَتْرَف
مُفَعْأَل: بَرْأَل (نفث ريشه) - يُبَرْأَل - مُبَرْأَل
مُمَفْعَل: مَرْحَبَ- يُمَرْحَبُ - مُمَرْحَب
مُفَعْمَل: قَسْملَ (قارب الخطى بالمشي) - يُقَسْمَل - مُقَسْمَل
مُفَوْعَل: صَوْبَنَ- يُصَوْبَن - مُصَوْبَن
مُفَعْنَل: قَلْنَسَ (ألبسه القًلُنْسُوَة) - يُقَلْنَس - مُقَلْنَس
مُفَعْلَن: قَطْرَنَ- يُقَطْرَن - مُقَطْرَن
مُفَعْلَم: غَلْصَمَ- يُغَلْصَم - مُغَلْصَم
مُفَعْهَل: بَرْهَنَ- يُبَرْهن– مُبَرْهَن
مُفَعْلَس: حَلْبَس- يُحَلْبَس - مُحَلْبَس